# هلموت بخلر
هلموت بخلر (به آلمانی: Helmut Bechler) (زاده ۲ ژوئن ۱۸۹۸ - مرگ ۹ ژانویه ۱۹۷۱) یک ژنرال آلمانی در دوره رایش سوم و از ۲۲ نوامبر ۱۹۴۴ تا ۱۵ مارس ۱۹۴۵ فرمانده لشکر ۸۵ پیاده ورماخت بود.